# Charles Albert Williams
Charles Albert Williams – detto Charlie – (Londra, 19 novembre 1873 – Rio de Janeiro, 29 luglio 1952) è stato un allenatore di calcio e calciatore inglese, di ruolo portiere.
È stato il primo portiere di cui si hanno notizie capace di segnare in una massima serie (quella inglese).

## Palmarès

### Allenatore

#### Club
- Campionato Carioca: 2

Fluminense: 1911, 1924

#### Nazionale
- Argento olimpico: 1

Londra 1908